# ستيفن موسلي
ستيفن موسلي (بالإنجليزية: Stephen Mosley)‏ هو سياسي بريطاني، ولد في 22 يونيو 1972 في المملكة المتحدة. حزبياً، نشط في حزب المحافظين. في انتخابات المملكة المتحدة لعام 2010، انتخب عضو برلمان المملكة المتحدة الـ55 عن دائرة تشيستر، مدينة وقد انضم خلال فترته النيابية ‏ (6 مايو 2010 – 30 مارس 2015) للكتلة البرلمانية حزب المحافظين.